# Compagnie des mines de Cauchy-à-la-Tour
La Compagnie des mines de Cauchy-à-la-Tour est une compagnie minière qui a exploité la houille à Cauchy-à-la-Tour dans le bassin minier du Nord-Pas-de-Calais. La Société, créée le 6 juin 1856, effectue tout d'abord quelques sondages. La fosse, débutée en 1859, commence à produire en 1961. Une concession est accordée sur 278 hectares par le décret du 21 mai 1864. L'extraction reste faible, d'autant que la fosse, situé au nord-ouest de la concession, à un champ d'extraction trop limité. La Compagnie fait faillite à cause de la faible extraction de sa fosse et des dettes trop élevées. Elle est liquidée en 1868.
La fosse est alors reprise par la Compagnie des mines de Ferfay, mais malgré des travaux d'exploration, l'exploitation reste très faible. La fosse cesse alors de produire, mais elle continue l'aérage des fosses nos 1 et 2 - 2 bis. Durant la Première Guerre mondiale, la concession de Ferfay n'est pas envahie, et le puits no 4 est approfondi à 644 mètres. Un chemin de fer permet d'envoyer le charbon à Saint-Pierre. Un puits no 4 bis est ajouté au site en 1917.
En 1925, la Compagnie des mines de Marles achète celle de Ferfay, et la fosse no 4 - 4 bis devient la fosse no 7 bis - 7 ter. Le puits no 7 bis, le plus ancien, assure le retour d'air, alors que le puits no 7 ter assure l'extraction. La fosse cesse de produire en 1950, et les puits nos 7 bis et 7 ter, respectivement profonds de 644 et 774 mètres sont remblayés en 1952. De nombreux bâtiments ont été conservés, ainsi que le terril.

## Historique
Le bassin minier du Nord-Pas-de-Calais a pendant longtemps été exploité uniquement dans sa partie orientale située dans le département du Nord, à l'exception du Boulonnais où le charbon est grappillé dans de petites exploitations. Pendant longtemps, la Compagnie des mines d'Anzin a été une des rares compagnies à exploiter avec succès la houille. Des recherches ont cependant eu lieu régulièrement dans le but de découvrir le prolongement du bassin. Ainsi, la Compagnie Wuillaume-Turner a été la première à installer ses recherches dans le Pas-de-Calais vers 1763 - 1765,. Hélas, ses puits ont été implantés beaucoup trop au sud de la formation houillère, sur la même longitude que les mines d'Anzin.
D'autres compagnies comme celles d'Hasnon, Vicoigne, Aniche et Azincourt exploitent des vers 1840 des terrains situés plus au nord, et plus à l'ouest de la concession d'Anzin. En 1846, M. Soyez découvre la houille au-delà de la concession d'Aniche et ouvre l'année suivante une fosse à Roost-Warendin et fonde la Compagnie des mines de l'Escarpelle. Il y a confirmation que le bassin minier continue vers le Pas-de-Calais. En 1841, Mme De Clercq effectue un sondage à Oignies, qui met en évidence la présence de houille. Il s'ensuit la création de la Compagnie des mines de Dourges.
Dès lors, les recherches s'intensifient et la partie majeure des compagnies du Pas-de-Calais se forme entre 1850 et 1860. Le décret du 29 décembre 1855 établit les concessions de Marles, Auchy-au-Bois, Ferfay et Bruay,. Ces dernières ont effectué quelques années plus tôt des recherches dans le secteur le plus occidental du bassin minier. La Compagnie de Cauchy-à-la-Tour vient alors s'installer au sud des concessions déjà établies de Ferfay et Marles.

### Société de recherches
Par acte sous seing privé en date à Lillers, le 6 juin 1856, une Société de recherches se forme à Lillers, au capital de 48 000 francs, représenté par quarante parts de 1 200 francs. Des appels de fonds successifs élèvent les versements de chaque part à 2 400 francs, formant un capital de 96 000 francs. Cette Société exécute divers sondages, dont trois rencontrent la houille.
Le compte-rendu fait par le conseil d'administration à l'assemblée générale des actionnaires du 19 avril 1859 fournit les détails suivants sur les découvertes de ces sondages :

« Au premier sondage positif, no 141, exécuté sur le terroir de Cauchy, près de la route de Lillers, à cent mètres environ de la concession de Marles, et à la limite de celle de Ferfay, la sonde, sans avoir traversé de calcaire, a pénétré dans le terrain houiller à 138 mètres. Six veines ou veinules de charbon gras, dont plusieurs exploitables ont été traversées. Un nouveau sondage, no 265, a été exécuté au sud du premier. À la profondeur de 137,51 mètres, après avoir traversé 1,80 mètre de calcaire, la sonde a recoupé cinq veines ou veinules de charbon gras, dont une de 45 à cinquante centimètres, et une autre d'un mètre, constatée par l'Ingénieur du département, à la profondeur de 149,56 mètres. La première petite couche de charbon, de quinze centimètres, est adhérente au calcaire. Un troisième sondage, no 143, est entrepris à 45 mètres au midi du deuxième ; il rencontre le calcaire à 156,55 mètres ; traverse 34,46 mètres de ce calcaire, puis 10,96 mètres de terrain houiller, et enfin une veine de 80 centimètres de charbon pur reconnu par M. l'Ingénieur. »

### Société d'exploitation

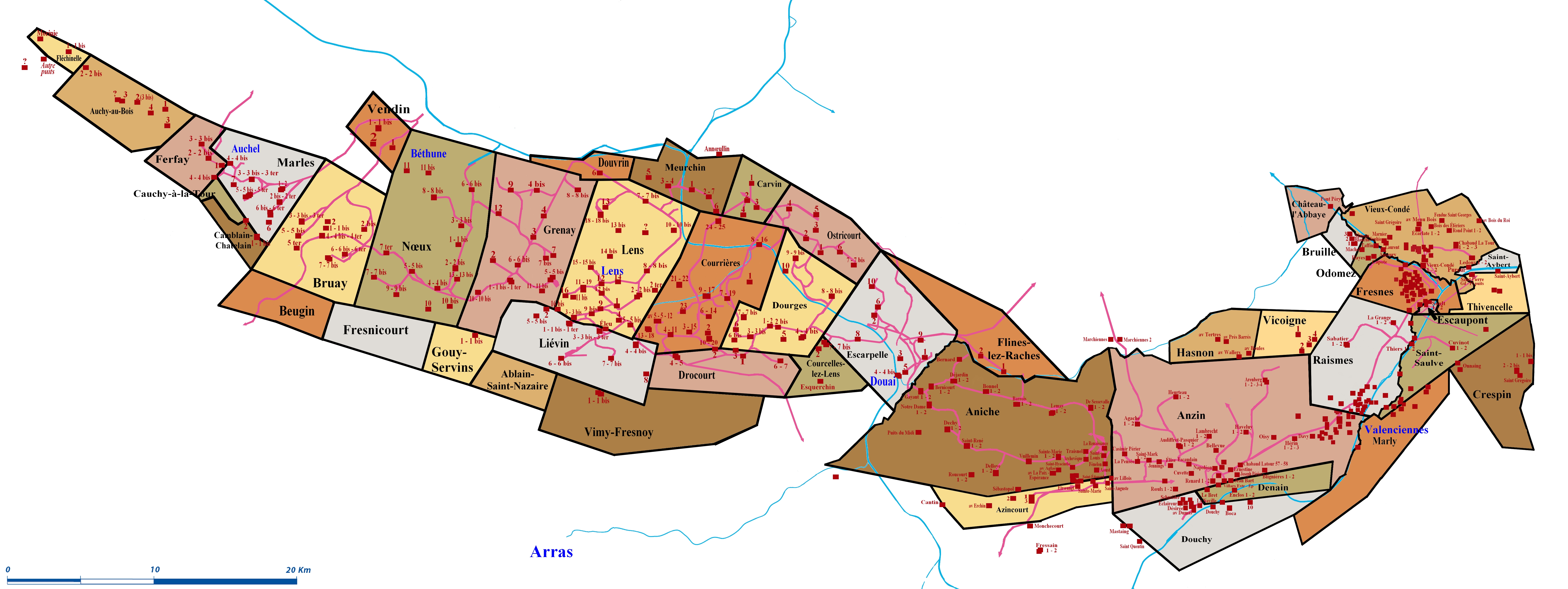
La fosse de Cauchy-à-la-Tour, devenue fosse no 4, est établie à proximité immédiate des concessions de Ferfay et de Marles. À ce titre, le champ d'exploitation est très limité.

À la suite de ces découvertes et par acte devant Maître Hulleu, notaire à Lillers, des 30 avril et 16 mai 1859, il est fait de nouveaux statuts et la Société prend la dénomination de Camblain-Chatelain, Cauchy et Floringhem. Cette Société doit être définitivement constituée à partir du jour ou 400 actions seront souscrites.
Le 5 mars 1860, il est dressé un acte constatant que cette souscription est atteinte. Le capital social est alors fixé à 1 500 000 francs, divisé en 3 000 actions de 500 francs. Le 17 octobre 1861, ce capital est élevé à deux millions de francs, représenté par 4 000 actions, qui doivent être émises au fur et à mesure des besoins. Ces actions, nominatives jusqu'à leur libération, peuvent ensuite être converties en actions au porteur.
Après l'obtention de la concession, en 1864, une modification des statuts est jugée nécessaire. Une assemblée générale des actionnaires vote cette modification, et les nouveaux statuts approuvés sont rédigés les 5 juillet et 13 septembre 1864, par actes sous seings privés. Depuis ce moment, la Société prend la dénomination de Cauchy-à-la-Tour, du nom de la concession,. L'article no 4 des nouveaux statuts fixe le capital social à 728 000 francs, et le nombre des actions à 3 077. Le nouveau contrat modifie essentiellement les statuts de 1859 en substituant à des actions, non susceptibles d'appels de fonds, des actions ou parts égales, participant également aux bénéfices et aux charges de la Société, obligeant leurs possesseurs à l'égard des tiers dans la proportion de leurs parts sociales.

### Actions
En compensation de leur apport, il est accordé aux actionnaires primitifs 28 actions pour une de fondateur, soit en tout 1 120 actions. Mais un propriétaire d'une part ayant été déchu de ses droits, il n'a été concédé aux fondateurs que 1 092 actions. 80 actions ont été mises à la disposition du conseil d'administration pour récompenser des services rendus, il en est attribué 58 à divers, mais il n'en est livré et accepté que 27. Le contrat social de 1859, portait que les 800 premières actions souscrites seraient regardées comme semi-fondatrices, et qu'une action de prime serait accordée à chaque souscripteur de deux actions. 574 actions ont été émises, mais 500 titres définitifs seulement ont été levés. Elles forment avec les primes 749 actions. 74 certificats provisoires sont restés en circulation sans que les primes aient été réclamées, soit 74 actions. Enfin, lors de la souscription des emprunts, 306 actions libérées ont été livrées. Le total des actions émises et livrées est de 2 248 actions.

### Concession

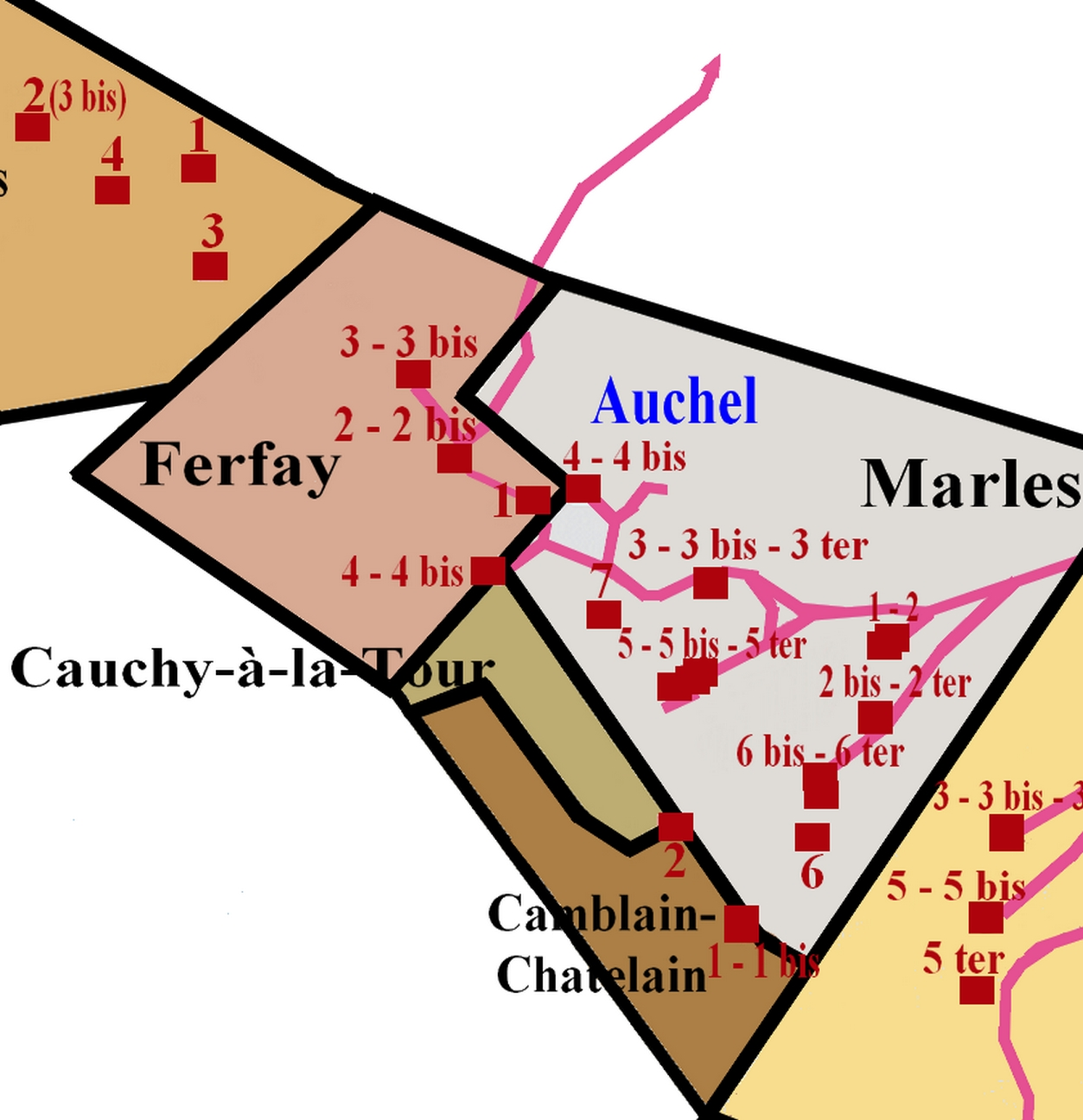
La fosse de Cauchy-à-la-Tour, devenue no 4 de Ferfay, parmi les fosses et les concessions avoisinantes.
Concession d'Auchy-au-Bois
Concession de Ferfay
Concession de Marles
Concession de Cauchy-à-la-Tour
Concession de Camblain-Chatelain
Concession de Bruay

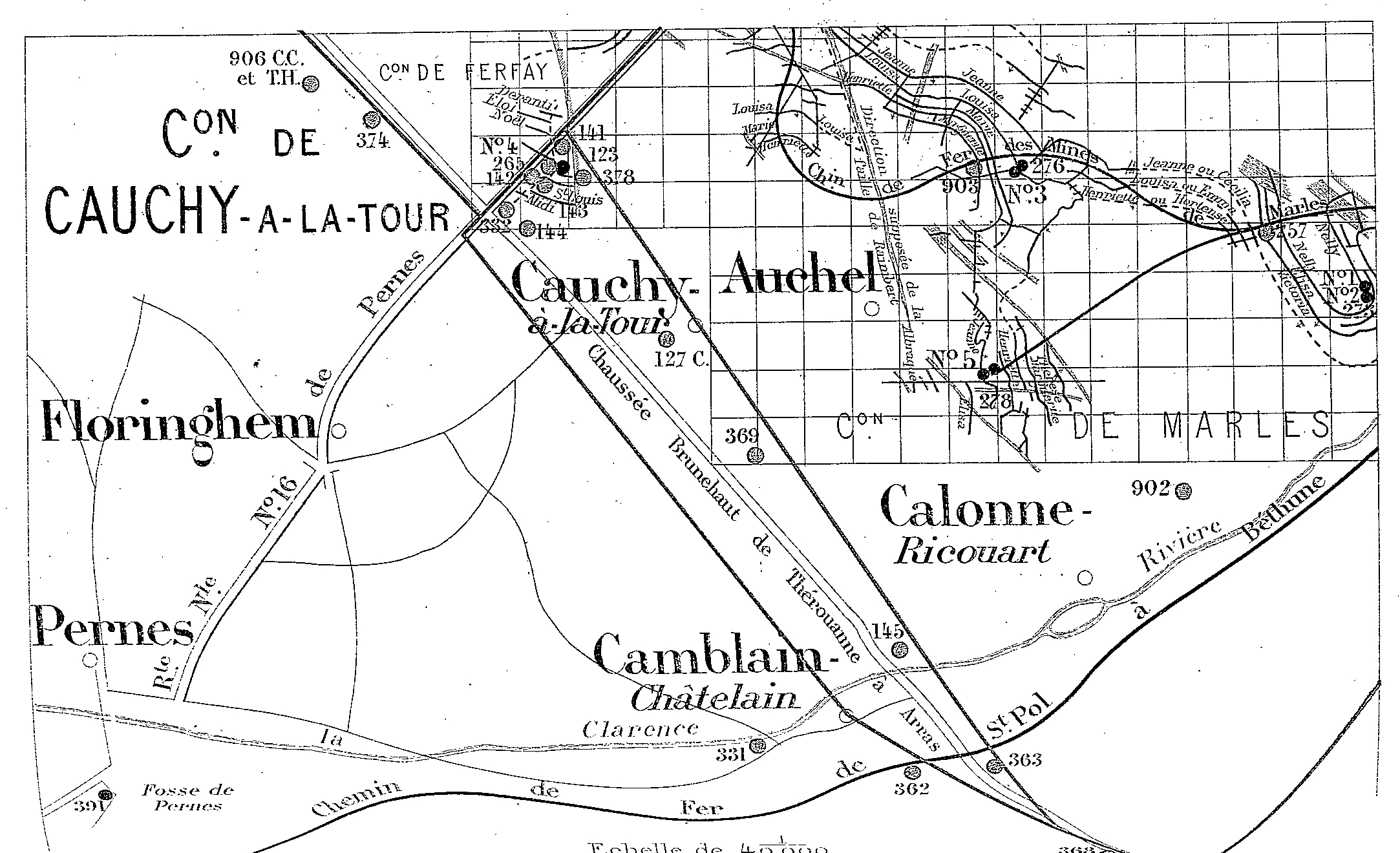
État des travaux vers 1880.

Après la découverte de la houille, la Société de Camblain-Chatelain a formé une demande en concession. Voici l'appréciation que porte le préfet du Pas-de-Calais sur cette demande, dans son rapport au Conseil général, session de 1863 :

« La Société de Chamblain-Chatelain possède à Cauchy-à-la-Tour une fosse qui fournit d'excellent charbon, et où d'importants travaux de recherche ont jeté un jour nouveau sur les allures de la houille au-dessous des calcaires considérés jusqu'ici comme négatifs. Deux nouvelles veines ont été découvertes dans cette fosse, dont l'approfondissement se poursuit. J'ai cru devoir, contrairement à l'avis de Messieurs les Ingénieurs, appuyer auprès du Gouvernement la demande en concession formée par cette Compagnie, qui d'ailleurs n'a pas de concurrents sur le terrain où elle s'est posée. »

Cette demande est accueillie, et un décret du 21 mai 1864 institue la concession de Cauchy-à-la-Tour, avec une superficie de 278 hectares,. Cette concession est achetée par la Compagnie de Ferfay en 1870, et un décret du 7 mai 1872 autorise cette Compagnie à la réunir à la concession de Ferfay.

### Emprunts
La Société éprouve les plus grandes difficultés à placer ses actions. Elle ne parvient à en faire souscrire que 574 à 500 francs, soit pour un capital de 287 000 francs, et encore, pour atteindre ce chiffre, elle a dû accorder, à titre de prime, une demi action libérée à chaque action souscrite. Aussi, dès le milieu de l'année 1860, elle a dû recourir aux emprunts pour couvrir ses dépenses de creusement de puits et d'explorations. Et comme l'exploitation ne donne que des pertes, la Société a dû continuer le mode des emprunts onéreux sous les formes les plus diverses pendant toute son existence :
- Le 3 juillet 1860, l'assemblée générale vote un emprunt de 100 000 francs qui est réalisé avec la maison de banque Decroix et Compagnie de Béthune, sous forme d'ouverture de crédit. Les actionnaires garantissent individuellement cet emprunt, et il est stipulé, qu'à titre de prime, il serait accordé, à chacun d'eux, une action libérée par 1 000 francs garantis. Le montant de cet emprunt est remboursé par les actionnaires garants qui ont été subrogés aux droits de la maison Decroix. L'intérêt primitif est de 5 %, il est porté à 6 % à partir du 1er janvier 1865 en compensation d'une prorogation d'exigibilité[D 6].
- Les 16 avril 1860 et 4 novembre 1862, il est décidé que des obligations de 1 000 francs l'une seraient émises avec un intérêt de 5 %, convertibles en actions au gré des obligataires et donnant droit à une action de prime par obligation. Ces obligations sont remboursables les 1er janvier 1866 et 1867. L'exigibilité ayant été prorogée, l'intérêt à 5 % a été porté à 6 %, il a été émis ainsi 220 obligations pour 200 000 francs[D 6].
- Le 8 novembre 1864, il est demandé aux actionnaires, pour le paiement des dettes, une somme de 90 francs par action, 48 actionnaires ont répondu à cet appel et ont versé le montant de leurs engagements[D 6]. Il leur est accordé un intérêt de 6 %[D 7].
- Une délibération de l'assemblée générale de 1866 autorise un emprunt hypothécaire de 50,000 francs qui a été réalisé.
- En 1867, l'assemblée générale décide un second emprunt hypothécaire de 150 000 francs qui a aussi été réalisé.
- Le 27 février 1868, l'assemblée générale vote un versement de 60 francs par actions, qui a été effectué dans les mêmes conditions que le précédent[D 7].

### Liquidation de la Société
Tous ces expédients ont été insuffisants pour conjurer la ruine de la Société de Cauchy-à-la-Tour, dont les tentatives d'exploitation ne donnent que des mécomptes.
Aussi la dissolution de la Société a été prononcée par l'assemblée générale du 28 avril 1868. Il a été nommé des liquidateurs, et l'entreprise a été mise en vente. Les annonces de cette vente sont parues dans les journaux de juillet, elles indiquent que la vente allait avoir lieu à Lillers, le 1er août 1868, sur la mise à prix de 300 000 francs. Elle comprend une mine de houille en exploitation, avec concession de 278 hectares, accordée par décret du 21 mai 1864, un puits de 315,50 mètres avec cinq accrochages, deux veines en exploitation de 1,30 et 1,20 mètre et onze veines recoupées ; du matériel neuf, une machine de 120 chevaux, deux générateurs de soixante chevaux, un de trente... ; deux hectares 89 ares 84 centiares de terrain, 24 maisons d'ouvriers...
La mise à prix primitive à 300 000 francs n'a pas été couverte. Cette mise à prix a été réduite, et le 25 août 1868, M. Déruelle, Directeur des Mines de Ferfay, a été déclaré adjudicataire provisoire à 100 000 francs. Le 31 du même mois, M. Thuillier, l'un des concessionnaires de Cauchy-à-la-Tour, a mis une surenchère d'un sixième,.
Enfin, un jugement du tribunal civil de Béthune prononce, le 18 septembre 1868, l'adjudication définitive en faveur de Messieurs Lebreton et Coubronne au prix de 123 000 francs. Les adjudicataires n'ayant pas payé le prix de leur acquisition, les liquidateurs de la Société de Cauchy-à-la-Tour ont obtenu du tribunal de Béthune la revente sur folle enchère de l'établissement, et sur la mise à prix de 100 000 francs,. Un seul acquéreur se présente, la Compagnie de Ferfay, qui par jugement du 31 mars 1870, est déclarée adjudicataire définitif moyennant le prix principal de 101 000 francs, plus les frais.
Des poursuites ont été dirigées contre les sieurs Lebreton et Coubronne pour obtenir recouvrement de la différence du prix de revente sur folle enchère. Mais on n'a pu, faute d'actif, en obtenir seulement 2 765,14 francs.
La vente des objets mobilier dépendant de la mine a eu lieu en septembre 1868. Elle produit 26 349,23 francs, et net 16 126,48. La mine et ses accessoires sont gravés de diverses inscriptions hypothécaires. Des contestations ont été élevées sur leur validité, et un arrêt de la Cour d'appel de Douai du 1er avril 1870 annule toutes ces inscriptions sauf une de 4 000 francs. De nombreux procès ont été soulevés au sujet de la répartition de l'actif de la Société. L'un entre autres pour obtenir les versements des actionnaires qui n'ont pas satisfaits aux appels de fonds de cinquante, soixante et 90 francs dont il a été question précédemment. Mais des décisions judiciaires affranchissent les actionnaires contestants de ces appels de fonds qui ont été considérés comme des prêts faits à la Société.

### Résultats de la liquidation
Les liquidateurs procèdent ensuite à l'établissement de l'actif et du passif de la Société.
L'actif se compose du prix d'adjudication de la mine, 101 000 francs, du montant de la vente des valeurs mobilières, 16 126,48 francs, et de diverses recettes, pour 16 770,04 francs, soit un ensemble de 133 896,52 francs.
Le passif comprend les sommes dépensées pour la liquidation, les frais... pour 29 816,91 francs, le montant des créances produites, 798 495,67 francs, les créanciers n'ayant pas produit 51 669,72 francs, les intérêts, 39 924,78 francs, soit un ensemble de 919 907,08 francs. Le déficit est donc de 786 010,56 francs à répartir sur 2 248 actions émises, soit 349,73 francs par action. De nombreux procès ont été entamés pour obtenir ce nouveau versement des actions, et ils n'ont obtenu qu'un succès relatif. Enfin, dans ces derniers temps seulement, il a pu être remis aux créanciers de la Société de Cauchy-à-la-Tour, environ 58 % seulement du montant de leurs créances.

### Dépenses
Les comptes arrêtés au 31 décembre 1866 établissent qu'à cette date les dépenses faites en acquisitions d'immeubles, travaux préparatoires et matériel s'élèvent à 752 620 francs. Les dettes de la Société se montent alors à 371 720 francs. Lors de la liquidation ces dettes s'élèvent à 919 907,08 francs, soit une augmentation à partir du 31 décembre 1866 de 548 186,92 francs. Cette augmentation des dettes, ajoutée au montant des dépenses constatées par le bilan du 31 décembre 1866, donne pour total des dépenses faites par la Société de Cauchy-à-la-Tour le chiffre de 1 300 806,92 francs.
La vente de la mine et des valeurs mobilières et quelques recettes ont produit 133 896,52 francs, il reste 1 166 910,40 francs qui représente la perte subie par les actionnaires et les créanciers de la Société.

## Sondages
La Compagnie de Cauchy-à-la-Tour a effectué de nombreux sondages et en a repris d'autres qui avaient été exécutés par d'autres sociétés quelques années plus tôt,.
Le sondage no 334 dit premier sondage de Camblain-Châtelain, est exécuté près de la rivière de la Clarence, à 600 mètres à l'ouest du clocher en 1856. Il est abandonné à 121,40 mètres, après avoir pénétré de 48 mètres dans le calcaire fétide. Le deuxième sondage de Cauchy-à-la-Tour (no 487) est exécuté à 400 mètres au sud du clocher en 1856. Il est arrêté à 167,27 mètres dans un calcaire argileux très fétide, entre les bancs duquel on trouve de petites couches d'argile noire très bitumineuses. Le troisième sondage de Cauchy-à-la-Tour (no 141), est entrepris sur la route nationale no 16, de Lillers à Pernes et à 75 mètres à peine au-dessous de la limite de la concession de Marles en 1857. On y a traversé 25 mètres de terrain houiller à partir du niveau de 138 mètres, et sur cette hauteur, on a recoupé trois veines de houille qui ont présenté 70, 80, et 120 centimètres d'épaisseur verticale. Le quatrième sondage à Cauchy-à-la-Tour (no 338) est effectué à 120 mètres au-dessus de la chaussée Brunehaut, sur la route nationale no 16 en 1857. Ce sondage est suspendu à 147,83 mètres, après avoir pénétré de 12,33 mètres dans le calcaire.
Le sondage no 265 à Cauchy-a-la-Tour est effectué à 160 mètres au sud de la concession de Marles en 1857. D'après la déclaration de la Compagnie, on aurait trouvé 1,80 mètre de calcaire fétide au-dessous du tourtia, puis atteint le terrain houiller à 131,50 mètres et traversé une veine d'un mètre environ à 149,50 mètres. Le sondage no 143 à Cauchy-à-la-Tour est entrepris à 45 mètres au sud du sondage no 265, soit à 205 mètres de la concession de Marles. Il a traversé sous le tourtia 34,46 mètres de calcaire fétide, puis a atteint le terrain houiller à 174 mètres. Ce sondage est arrêté à 189 mètres, après avoir recoupé à 181,87 mètres une veine de dix centimètres environ de hauteur verticale, ce qui démontre bien la pauvreté du gisement.
La société a également repris les sondages nos 142 et 144 abandonnés par la Société de Lillers. Le sondage no 142 à Cauchy-à-la-Tour, abandonné en 1856, considéré comme négatif, est repris en 1859 par la Compagnie de Camblain-Châtelain. Le calcaire carbonifère a été atteint à 125,60 mètres. Le sondage no 144, exécuté en 1852 par la Société de Lillers dans la concession de Marles, a été repris en 1860 par la Compagnie de Camblain-Châtelain. L'épaisseur des morts terrains recouvrant le calcaire carbonifère est de 125,55 mètres, et la profondeur totale de 130,80 mètres. Des sociétés concurrentes ont elles aussi effectué des sondages, avant que la concession de Cauchy-à-la-Tour ne soit attribuée.

## Fosse de Cauchy-à-la-Tour

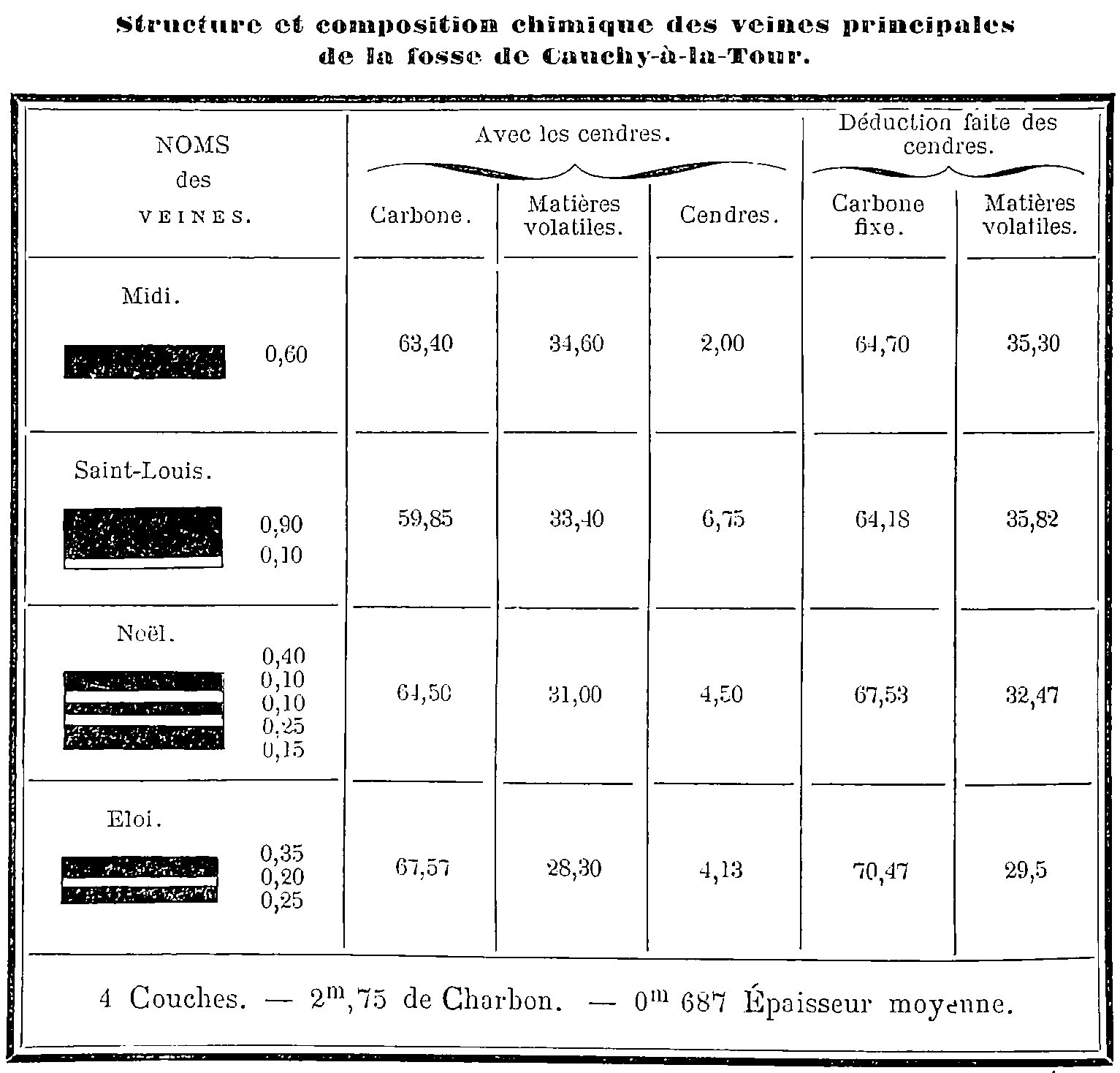
Veines principales traversées à la fosse de Cauchy-à-la-Tour.

50° 30′ 40″ N, 2° 26′ 40″ E
Immédiatement après sa nouvelle constitution, la Société ouvre une fosse en 1859 au sud de son premier sondage positif no 141, et un peu au nord du sondage no 265, qui n'a traversé que 1,80 mètre de calcaire avant d'atteindre le terrain houiller.
Le niveau de l'eau y est rencontré à 52 mètres. La nappe aquifère fournit peu d'eau et peut être traversée avec des tonneaux et une machine d'extraction de 30 chevaux, jusqu'à sa base à 72,50 mètres, le maximum d'eau a été de 3 600 hectolitres par 24 heures. Le diamètre du puits est de quatre mètres. La fosse atteint le terrain houiller à 137 mètres. Mais sa proximité des limites des concessions de Marles, au nord, de Ferfay, à l'ouest, restreint son champ d'exploration dans les seules directions du sud et de l'est.
Au sud, le calcaire a été constaté par les sondages nos 265 et 143 comme recouvrant le terrain houiller, et même, pensait-on, d'abord en stratifications concordantes, ce qui faisait croire que ce calcaire était d'une formation postérieure à celle du terrain houiller. Mais les travaux poussés dans la direction du levant au niveau de 219 mètres, dans la veine du Midi, s'étant rapprochés du calcaire et l'ayant même rencontré, ou ne peut plus admettre la concordance de stratification. Le calcaire a été rencontré à 168 mètres du puits. Les veines donnent du grisou.
Quoi qu'il en soit, c'est à Cauchy-à-la-Tour que, pour la première fois, on a constaté le recouvrement du terrain houiller par une formation plus ancienne, le calcaire carbonifère. Ce fait, très extraordinaire au premier abord, a été constaté depuis sur un assez grand nombre de points de la zone méridionale du bassin houiller, à Courcelles-lès-Lens, à Drocourt, à Aix-Noulette, à Auchy-au-Bois, et tout dernièrement au sondage no 906 de Ferfay, qui, après avoir atteint la base du tourtia à 141,50 mètres, a traversé 225,82 mètres de calcaire avant d'atteindre, à 375,42 mètres, le terrain houiller, dans lequel il a pénétré de 14,74 mètres, et rencontré une veine de houille de 85 centimètres et quatre veinules, inclinées à 41°. Les veines donnent du grisou.
La fosse de Cauchy-à-la-Tour commence à produire, dès 1861, mais elle n'a fourni que de faibles quantités de houille, tant à cause de la limitation de son champ d'exploitation, qu'à cause de la pauvreté, de l'irrégularité et du petit nombre des couches rencontrées. L'extraction de cette fosse a été de 1 447 tonnes en 1861, 7 614 tonnes en 1862, 16 893 tonnes en 1863, 17 775 tonnes en 1864, 19 308 tonnes en 1865, 18 424 tonnes en 1866, 9 349 tonnes en 1867, 4 860 tonnes en 1868 et 6 730 tonnes en 1869, soit un total de 102 400 tonnes,.

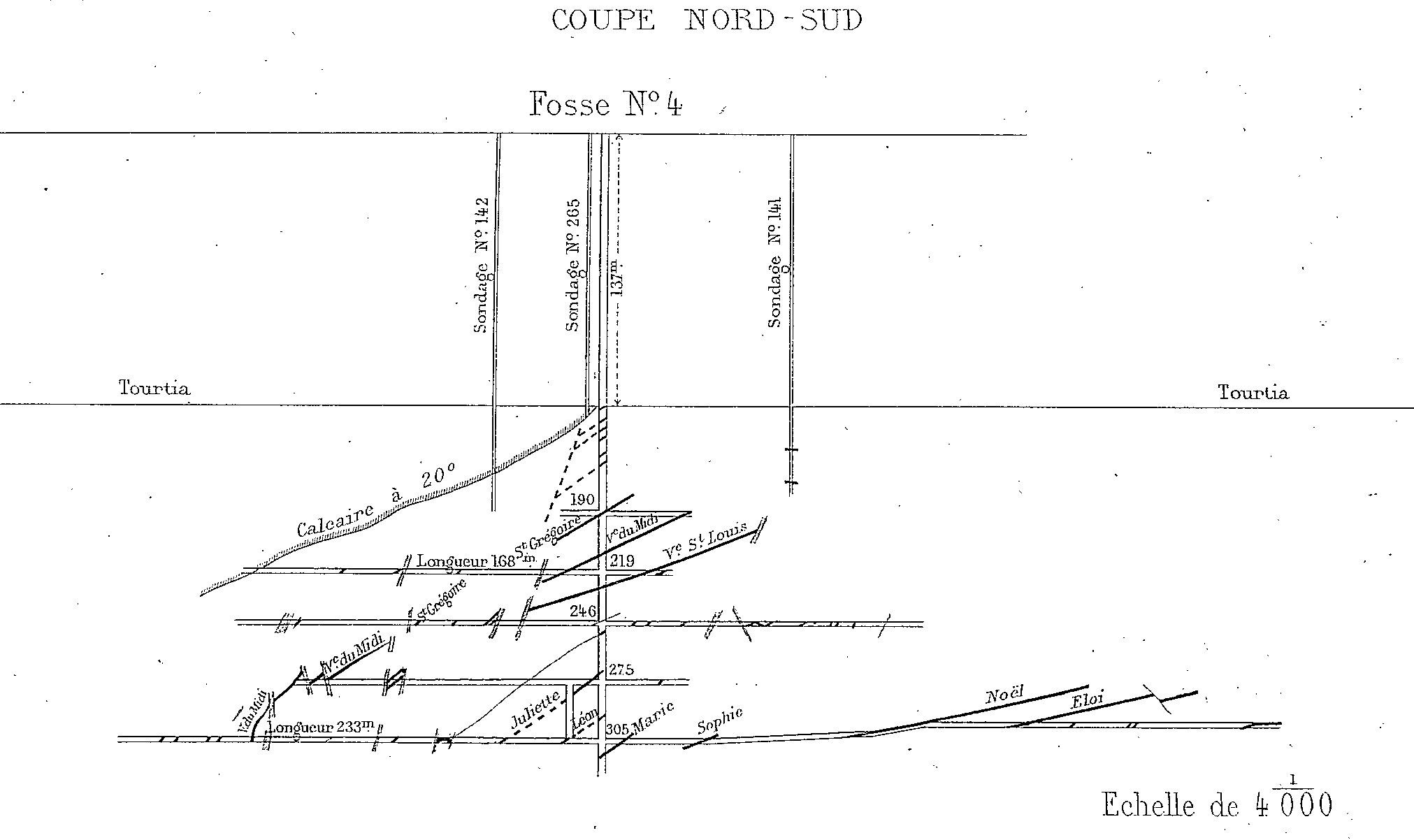
Coupe verticale dans le sens nord-sud des travaux de la fosse.

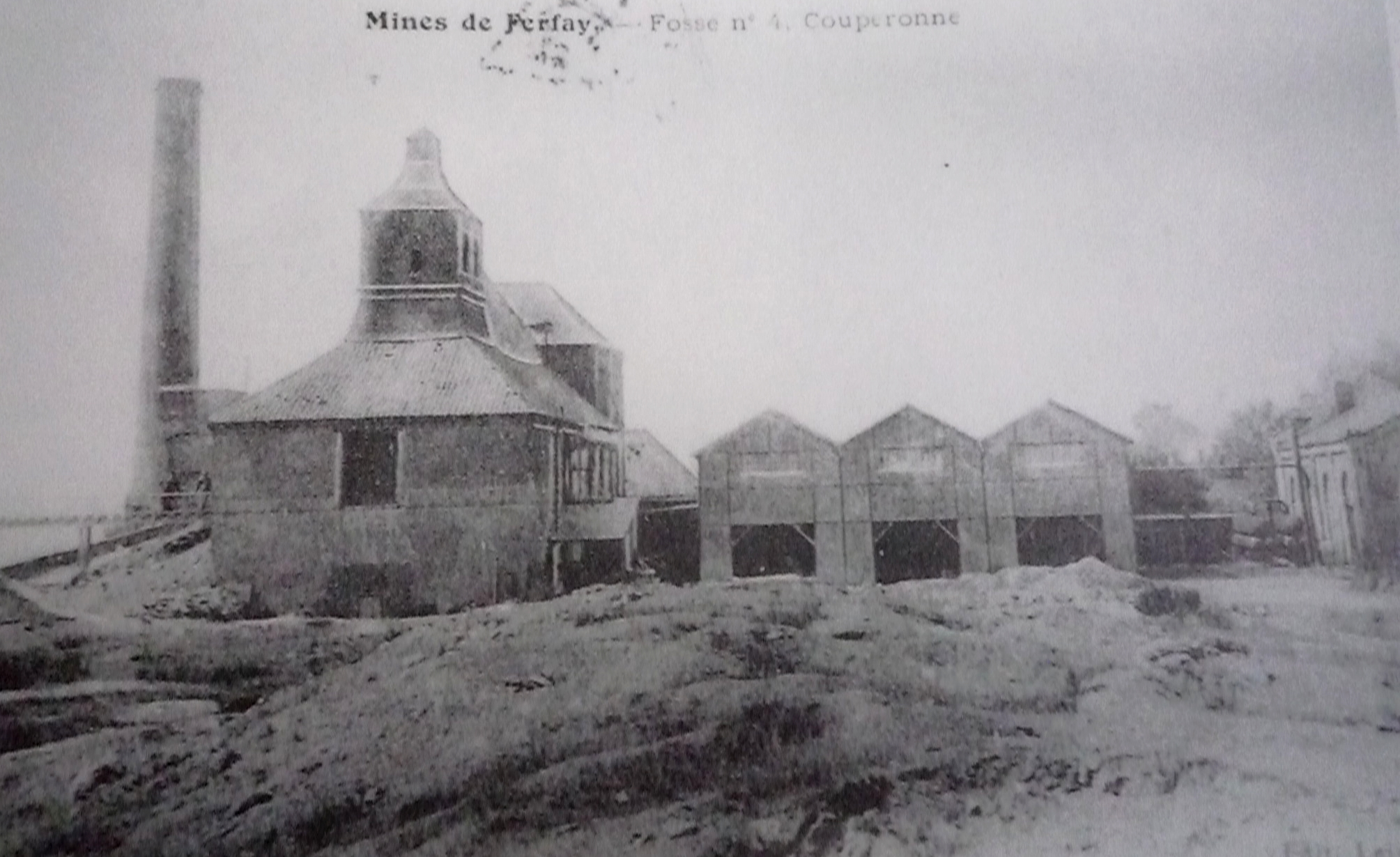
La fosse no 4 vers 1890.

Après le rachat par la Compagnie des mines de Ferfay
Lorsque la Compagnie de Ferfay a acheté, en 1870, la concession de Cauchy-à-la-Tour, elle cherche à augmenter l'extraction de la fosse de ce nom en poursuivant les travaux d'exploration et d'exploitation au nord-ouest, dans sa propre concession. La fosse est renommée no 4, fosse Coubronne ou Nicolas. En même temps, elle approfondit le puits, et exécute des bowettes au nord et au sud sur un développement assez considérable,. Celle du sud s'avance sous le calcaire à plus de 300 mètres du puits, sans sortir de la formation houillère, et traverse, comme celle du nord poussée dans la concession même de Ferfay, de nombreuses couches, mais très irrégulières, et dont l'exploitation est onéreuse. L'extraction n'a fourni que 7 200 tonnes en 1870, 5 117 tonnes en 1871, 6 386 tonnes en 1872, 14 336 tonnes en 1873, 8 742 tonnes en 1874, et 1 262 tonnes en 1875, soit un total de 43 043 tonnes. Le puits est approfondi à 310 mètres.
En 1875, la Compagnie de Ferfay reconnait qu'elle ne peut obtenir de résultats à sa fosse no 4 de Cauchy-à-la-Tour qu'en poussant le puits à une grande profondeur. Mais, comme ses fosses nos 1 et 3 sont alors dans une situation qui exige aussi leur approfondissement, cette Compagnie est amenée, par mesure d'économies, à suspendre tous travaux à la fosse de Cauchy-à-la-Tour, qui est reste en chômage complet jusqu'à la Première Guerre mondiale.
La fosse de Cauchy-à-la-Tour a exploité quatre couches de houille principales dont le tableau ci-contre donne la structure et la composition. Ces couches sont très accidentées, et leur exploitation n'a jusqu'ici donné que des pertes, ainsi qu'il résulte de l'abandon successif de cette fosse et par la Compagnie de Camblain-Chatelain et par la Compagnie de Ferfay.
La fosse cesse alors de produire, mais elle continue l'aérage des fosses nos 1 et 2 - 2 bis. Durant la Première Guerre mondiale, la concession de Ferfay n'est pas envahie, et le puits no 4 est approfondi à 644 mètres. Un chemin de fer permet d'envoyer le charbon à Saint-Pierre, elle longe la route. Un puits no 4 bis est ajouté au site en 1917.
Après le rachat par la Compagnie des mines de Marles, et Nationalisation
En 1925, la Compagnie des mines de Marles achète celle de Ferfay, et la fosse no 4 - 4 bis devient la fosse no 7 bis - 7 ter. Le puits no 7 bis, le plus ancien, assure le retour d'air, alors que le puits no 7 ter assure l'extraction. La fosse cesse de produire en 1950, et les puits nos 7 bis et 7 ter, respectivement profonds de 644 et 774 mètres sont remblayés en 1952. De nombreux bâtiments ont été conservés. Au début du XXIe siècle, les têtes de puits sont matérialisées, ce qui permet leur surveillance par le BRGM.